# Ехо Москви
«Е́хо Москви́» (рос. Эхо Москвы) — російська цілодобова інформаційно-розмовна радіостанція. Зареєстрована 9 серпня 1990 року, перший ефір відбувся 22 серпня 1990 року.
«Ехо Москви» орієнтоване на новинне мовлення, основні програми — новини політики і культури, огляди преси, бесіди з гостями, інтерактивне спілкування зі слухачами, авторські програми на різну тематику. Щоденна авдиторія — близько 900 тисяч осіб. Потенційна авдиторія — близько 46 мільйонів осіб.
Серед журналістів та мовців «Ехо Москви»: головний редактор Олексій Венедиктов, Микола Александров, Наталія Басовська, Андрій Норкін, Микита Бєлих, Дмитро Борисов, Матвій Ганапольський, Володимир Познер, Олександр Плющев, Сергій Бунтман, Сергій Доренко, Віктор Шендерович, Світлана Сорокіна, Юлія Латиніна та Тетяна Фельгенгауер.
Радіостанція «Ехо Москви» у 2012 році була серед номінантів Нобелівської премії миру.

## Заснування
Станція вперше вийшла в ефір 22 серпня 1990 року у Москві. Під час путчу ДКНС у 1991 році її мовлення тимчасово припинилося.
У 1997 році у «Еха Москви» першим серед традиційних московських ЗМІ з'явився сайт в Інтернеті. В 1998 році з'явився його перший канал мовлення стандарту RealAudio та перша щоденна передача про Інтернет. Першу версію сайту створила компанія X-Project. Він став повноцінним ресурсом новин з текстами передач.

## «Ехо Москви» й Україна
У 2010 році Олексій Венедиктов планував відкрити у Києві аналогічну радіостанцію, дочірню структуру «Еха Москви», що має нині умовну назву «Ехо Києва». Мовлення радіостанції планувалося здійснювати виключно російською.

## Критика і скандали
25 грудня 2015 року із сайту радіостанції були видалені відеозапис і розшифровка ефіру програми «Особлива думка» від 24 грудня, гостем якої став письменник Віктор Шендерович, також зникла згадка про гостя програми з розкладу мовлення. В ефірі Шендерович згадав про публікації, які стверджують про зв'язок президента Росії Володимира Путіна з криміналом, а також звинуватив владу в розпаді країни. Головний редактор сайту Віталій Рувінський пояснив своє рішення великою кількістю особистих образ, яких «ми на сайті намагаємося не допускати».
10 серпня 2016 року «Ехо Москви» запитало читачів, чи повинна Росія напасти на Україну. В опитуванні, оприлюдненому на сайті радіостанції, читачів і слухачів просили відповісти на запитання «Чи варто Росії, після спроби теракту в Криму, вдарити по Україні?».

## Закриття
1 березня 2022 року «Роскомнагляд» заблокував сайт «Еха Москви» та відключив радіостанцію від ефіру, посилаючись на твердження Генпрокуратури Росії нібито редакція публікує «неправдиві відомості» про дії російської армії в Україні. Наступного дня рада директорів «Еха Москви» ухвалила рішення ліквідувати радіостанцію та сайт.
Редакція радіостанції натомість почала з 10 березня випускати передачі на YouTube-каналі «Живой гвоздь».
У березні 2023 року колишній головний редактор Олексій Венедиктов розповів в інтерв'ю Ксенії Собчак, що ідея закриття радіостанції належала заступнику голови адміністрації президента російської федерації Сергію Кірієнку.